# سیبل سیستمز
سیبل سیستمز (انگلیسی: Siebel Systems) شرکت رایانه‌ای آمریکایی است، که در سال ۱۹۹۳ تأسیس شد.